# Pasionaria (película)
Pasionaria es una película de crimen mexicana de 1953 escrita y dirigida por Joaquín Pardavé y protagonizada por Meche Barba y Fernando Fernández.

## Argumento
Ricardo (Fernando Fernández), es un joven rico quiere ser cantante y no le interesa estudiar. Su novia Lupita (Meche Barba), es una humilde joven que sueña con ser bailarina. Ricardo es acusado injustamente de robo y huye de la cárcel para demostrara su inocencia. Lupita comienza a bailar en un cabaret, donde sortea varios obstáculos.

## Reparto
- Meche Barba ... Lupita
- Fernando Fernández ... Ricardo
- Freddy Fernández "El Pichi" ... "El Pichi"
- Rafael Banquells ... Juan
- Roberto G. Rivera ... Jorge
- Los Tres Diamantes ... Intervención musical

## Comentarios
Rafael Aviña describió la interpretación de Meche Barba de la siguiente manera: «Meche Barba parecía destinada al cabaret y los dramas de arrabal que el público deseaba ver, estelarizados por una estrella popular como ella. En Pasionaria es dirigida por Joaquín Pardavé y se reúne de nuevo con Fernando Fernández. Meche disfruta en esta cinta las veladas musicales del trío Los Tres Diamantes».